# Лум, Мамаду
Мамуд Лум Н’Дийе (фр. Mamadou Loum N'Diaye; родился 30 декабря 1996 года в Дакаре, Сенегал) — сенегальский футболист, полузащитник клуба «Порту» и сборной Сенегала. Выступает на правах аренды за клуб «Аль-Раед».

## Клубная карьера
Лум начал профессиональную карьеру на родине в клубе «Оукам». В 2015 году Мамуд подписал контракт с португальской «Брагой». 15 августа в матче против «Жил Висенте» он дебютировал в Сегунда лиге за дублирующий состав. Летом 2018 года Лум был арендован «Морейренсе». 12 августа в матче против лиссабонского «Спортинга» он дебютировал в Сангриш лиге. 2 ноября в поединке против «Бенфики» Мамуд забил свой первый гол за «Морейренсе». В начале 2019 года Лум был арендован «Порту». 2 апреля в поединке Кубка Португалии против «Браги» он дебютировал за новый клуб. По окончании аренды команда выкупила трансфер Лума. 2 декабря в поединке против «Пасуш де Феррейра» Мамаду забил совй первый гол за «Порту». В 2020 году он помог клубу выиграть чемпионат и завоевать кубок.
Летом 2021 года Лум был арендован испанским клубом «Алавес». 14 августа в матче против мадридского «Реала» он дебютировал в Ла Лиге. 26 октября в поединке против «Эльче» Мамаду забил свой первый гол за «Алавес».

## Международная карьера
В 2015 году в составе молодёжной сборной Сенегала Лум принял участие в молодёжном чемпионате мира в Новой Зеландии. На турнире он сыграл в матчах против команд Португалии, Колумбии, Катара, Украины и Бразилии.
26 марта 2019 года в товарищеском матче против сборной Мали он дебютировал за сборную Сенегала.

## Достижения
«Порту»
- Победитель Сангриш лиги: 2019/20
- Обладатель Кубка Португалии: 2019/20

Сборная Сенегала
- Обладатель Кубка африканских наций: 2021

## Клубная статистика
| Клуб                | Сезон      | Лига          | Лига  | Лига | Кубок | Кубок | Континент | Континент | Итог  | Итог |
| Клуб                | Сезон      | Дивизион      | Матчи | Голы | Матчи | Голы  | Матчи     | Голы      | Матчи | Голы |
| ------------------- | ---------- | ------------- | ----- | ---- | ----- | ----- | --------- | --------- | ----- | ---- |
| Брага B             | 2015/16    | Сегунда лига  | 19    | 1    | —     | —     | —         | —         | 19    | 1    |
| Брага B             | 2016/17    | Сегунда лига  | 22    | 2    | —     | —     | —         | —         | 22    | 2    |
| Брага B             | 2017/18    | Сегунда лига  | 27    | 1    | —     | —     | —         | —         | 27    | 1    |
| Брага B             | Итог       | Итог          | 68    | 4    | 0     | 0     | 0         | 0         | 68    | 4    |
| Морейренсе (аренда) | 2018/19    | Примейра-лига | 17    | 3    | 2     | 0     | —         | —         | 19    | 3    |
| Порту (аренда)      | 2018/19    | Примейра-лига | 2     | 0    | 1     | 0     | —         | —         | 3     | 0    |
| Порту B             | 2019/20    | Сегунда лига  | 1     | 0    | —     | —     | —         | —         | 1     | 0    |
| Порту               | 2019/20    | Примейра-лига | 6     | 1    | 3     | 0     | 1         | 0         | 10    | 1    |
| Порту               | 2020/21    | Примейра-лига | 5     | 0    | 3     | 0     | 3         | 0         | 11    | 0    |
| Порту               | Итог       | Итог          | 11    | 1    | 6     | 0     | 4         | 0         | 21    | 1    |
| Алавес (аренда)     | 2021/22    | Ла Лига       | 19    | 1    | 0     | 0     | —         | —         | 0     | 0    |
| Общий итог          | Общий итог | Общий итог    | 118   | 9    | 9     | 0     | 4         | 0         | 131   | 9    |

1. ↑  Матч(и) в Лиге Европы
2. ↑  Матч(и) в Лиге чемпионов